# Espanha nos Jogos Olímpicos de Verão de 2004
A Espanha competiu nos Jogos Olímpicos de Verão de 2004, em Atenas, na Grécia.

## Desempenho

### Natação
Masculino
| Atleta(s)      | Evento     | Eliminatórias | Eliminatórias | Semifinal   | Semifinal   | Final       | Final       |
| Atleta(s)      | Evento     | Tempo         | Posição       | Tempo       | Posição     | Tempo       | Posição     |
| -------------- | ---------- | ------------- | ------------- | ----------- | ----------- | ----------- | ----------- |
| Javier Noriega | 50 m livre | 22s52         | 14º Q         | 22s36       | 13º         | Não avançou | Não avançou |
| Eduard Lorente | 50 m livre | 22s71         | 23º           | Não avançou | Não avançou | Não avançou | Não avançou |